# NGC 1575
NGC 1575 (NGC 1577) é uma galáxia espiral barrada (SB?) localizada na direcção da constelação de Eridanus. Possui uma declinação de -10° 05' 56" e uma ascensão recta de 4 horas, 26 minutos e 20,5 segundos.
A galáxia NGC 1575 foi descoberta em 10 de Novembro de 1885 por Lewis A. Swift.